# Sierra de San Pablo
La Sierra de San Pablo es una alineación montañosa perteneciente al sistema de los Montes de Toledo, situada al sur del municipio de San Pablo de los Montes, en la provincia de Toledo, en la comunidad autónoma de Castilla-La Mancha, España. Se extiende aproximadamente 18 km de longitud en dirección este-oeste y alcanza una anchura máxima de 6 km en su tramo central. La altitud varía entre los 908 metros en las zonas más bajas y los 1.418 metros en su punto más elevado, el Pico Peñafiel, que es la tercera cumbre más alta de la provincia de Toledo.

## Medio físico
El terreno de esta sierra está formado principalmente por rocas paleozoicas, concretamente de los períodos Cámbrico y Ordovícico, que son en su mayoría pizarras, cuarcitas y granitos, que afloran en distintos puntos según la zona.  Con el paso del tiempo, los movimientos de la corteza terrestre fueron dando lugar a un relieve montañoso, — en un evento conocido como orogenia varisca — con formas redondeadas y cordales alargados, típicos del sistema de los Montes de Toledo.
El relieve es muy irregular, con fuertes pendientes, barrancos y valles estrechos. Muchos de los arroyos que nacen en esta sierra tienen un caudal muy variable a lo largo del año: llevan más agua en otoño y primavera, y se secan parcialmente en verano. Estos arroyos desembocan en dos grandes cuencas fluviales: el Tajo y el Guadiana. Durante las lluvias intensas, se forman grandes escorrentías que han modelado el paisaje con cárcavas, vaguadas y cortados.
En cuanto al clima, se clasifica como mediterráneo continentalizado — invierno con heladas frecuentes, verano seco y muy caluroso, precipitaciones anuales entre 450 y 550 mm concentradas en otoño — lo que produce estiaje veraniego en arroyos y estrés hídrico en la vegetación.

### Yacimientos de magnetita
Una de las particularidades geológicas más importantes de la sierra es la presencia de magnetita, un mineral de hierro con fuerte capacidad magnética. Este mineral aparece sobre todo en la parte oriental, donde el granito entra en contacto con otras rocas más calcáreas. En estas zonas se formaron, hace millones de años, yacimientos ricos en magnetita de origen natural, que hoy en día todavía pueden observarse en forma de vetas oscuras y brillantes.
Los depósitos de magnetita fueron explotados en tiempos romanos durante el siglo II a. C.. En el siglo XX se realizaron pequeñas actividades mineras, hoy ya abandonadas. Aún se conservan restos de minas, escombreras y caminos utilizados por los trabajadores. Además, por su gran poder magnético, estas formaciones han sido objeto de estudio por parte del cercano Observatorio Geofísico de San Pablo de los Montes. La magnetita se ha convertido también en un atractivo para quienes practican senderismo o geoturismo, ya que algunas rutas pasan cerca de estos antiguos puntos de extracción.

## Flora y fauna
La vegetación predominante está formada por encinares y alcornocales en las zonas bajas, y rebollares o bosques de melojo en las zonas altas. En las laderas y terrenos abiertos abunda el matorral mediterráneo, con especies como la jara pringosa, el romero, el tomillo y la lavanda. También crecen aquí especies de interés ecológico como el tejo, el acebo y, en zonas húmedas, helechos y musgos.
En cuanto a la fauna, la sierra alberga mamíferos como el ciervo, el jabalí, el zorro o la gineta. También se han registrado avistamientos del lince ibérico en el entorno más cercano. Entre las aves destacan el águila imperial ibérica, el búho real y el buitre leonado, todos ellos con presencia estable en la zona.

## Comunicaciones
Se accede fácilmente a la sierra desde el municipio de San Pablo de los Montes, atravesado por la carretera CM-4157, que conecta con Los Navalucillos, Menasalbas y otras localidades. Existen caminos y pistas forestales que permiten llegar hasta los principales picos, fuentes y miradores naturales. Varias rutas de senderismo, como la que sube a La Morra o al Cerillón, permiten recorrer la sierra a pie.
Además del propio San Pablo de los Montes, se encuentran próximos, Menasalbas (6 km), Las Ventas con Peña Aguilera (12 km), Retuerta del Bullaque (18 km) y Hontanar (15 km) y Los Navalucillos (20 km).